# Comuna Roșcani, Iași
Roșcani este o comună în județul Iași, Moldova, România, formată din satele Rădeni (reședința) și Roșcani.

## Așezare
Comuna se află în nord-estul județului, lângă pădurea Roșcani. Nu este străbătută de niciun drum național sau județean, satele ei fiind legate prin drumuri comunale de DN24 care trece pe la est de comună prin comunele Probota și Trifești.

## Demografie
Componența etnică a comunei Roșcani
     Români (87,43%)
     Alte etnii (0%)
     Necunoscută (12,57%)
Componența confesională a comunei Roșcani
     Ortodocși (87,2%)
     Alte religii (0%)
     Necunoscută (12,8%)
Conform recensământului efectuat în 2021, populația comunei Roșcani se ridică la 1.273 de locuitori, în scădere față de recensământul anterior din 2011, când fuseseră înregistrați 1.442 de locuitori. Majoritatea locuitorilor sunt români (87,43%), iar pentru 12,57% nu se cunoaște apartenența etnică. Din punct de vedere confesional, majoritatea locuitorilor sunt ortodocși (87,2%), iar pentru 12,8% nu se cunoaște apartenența confesională.

## Politică și administrație
Comuna Roșcani este administrată de un primar și un consiliu local compus din 11 consilieri. Primarul, Ginovel Gheorghiu[*], de la Partidul Social Democrat, este în funcție din 2008. Începând cu alegerile locale din 2024, consiliul local are următoarea componență pe partide politice:
|  | Partid                          | Consilieri | Componența Consiliului | Componența Consiliului | Componența Consiliului | Componența Consiliului | Componența Consiliului |
|  | ------------------------------- | ---------- | ---------------------- | ---------------------- | ---------------------- | ---------------------- | ---------------------- |
|  | Partidul Național Liberal       | 5          |                        |                        |                        |                        |                        |
|  | Partidul Social Democrat        | 5          |                        |                        |                        |                        |                        |
|  | Alianța pentru Unirea Românilor | 1          |                        |                        |                        |                        |                        |

## Istorie
La sfârșitul secolului al XIX-lea, comuna făcea parte din plasa Turia a județului Iași și era formată din satele Roșcani, Rădeni, Borșa, Găureni, Albota, Eduțu, Căuești și Păuleni, având în total 1957 de locuitori. În comună funcționau o moară de apă, una de aburi, cinci biserici și trei școli cu 102 elevi. Anuarul Socec din 1925 o consemnează în aceeași plasă, având 1047 de locuitori în satele Căuești, Păuleni, Rădeni și Roșcani. În 1931, comuna a fost desființată, satele Rădeni și Păuleni trecând la comuna Hermeziu, iar satele Roșcani și Căuești la comuna Bivolari.
După al Doilea Război Mondial, comuna a fost reînființată, fiind inclusă în raionul Iași din regiunea Iași. În 1968, ea a fost din nou desființată și inclusă integral în comuna Trifești, de această dată fiind desființate și satele Căuești (comasat cu Roșcani) și Păuleni (comasat cu Rădeni). Comuna a fost reînființată în 2004 în forma ei actuală.

## Monumente istorice

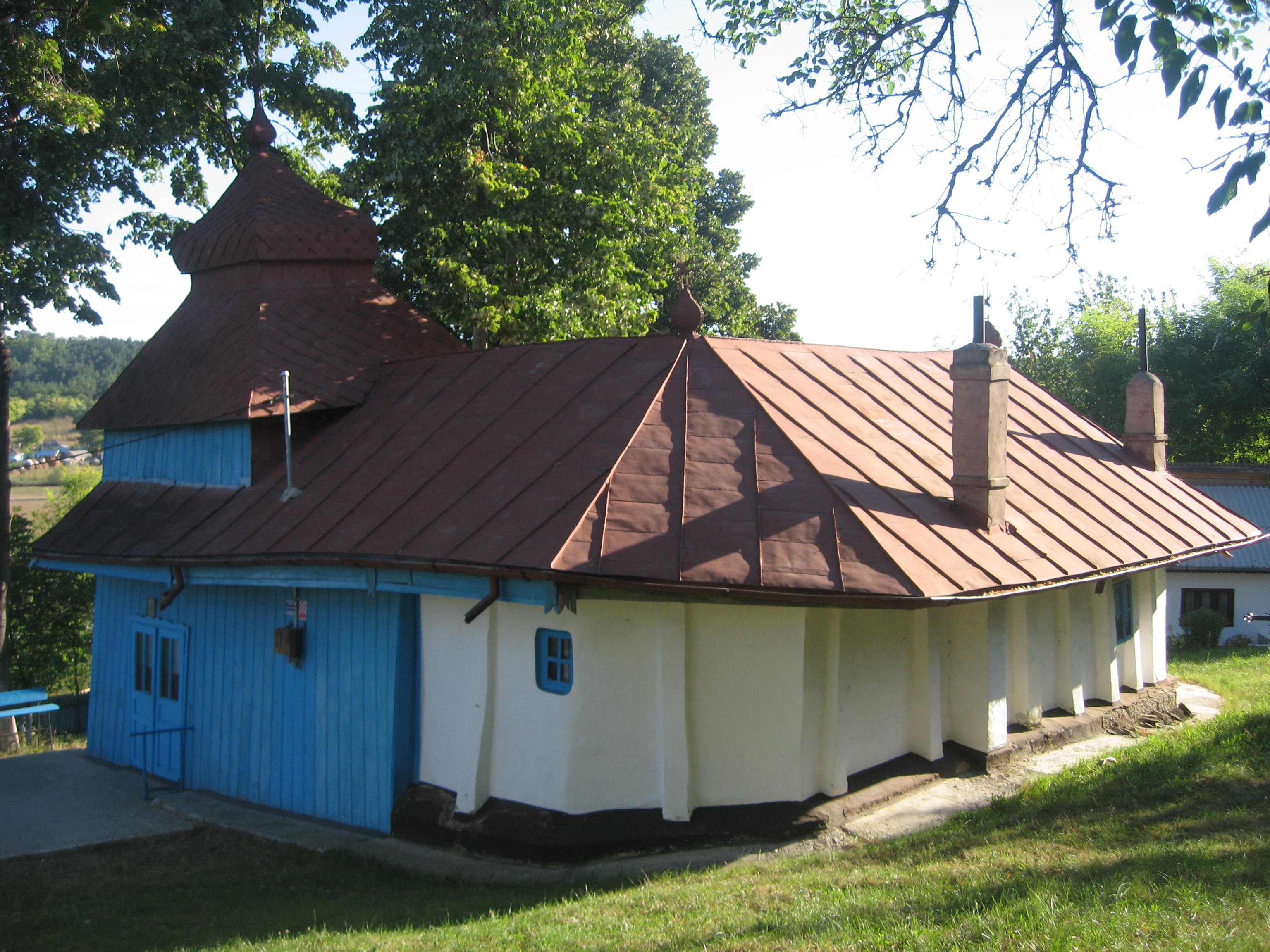
Biserica de lemn „Sfinții Voievozi” din Rădeni, monument istoric

Trei obiective din comuna Roșcani sunt incluse în lista monumentelor istorice din județul Iași ca monumente de interes local. Toate trei sunt clasificate ca monumente de arhitectură: biserica de lemn „Sfinții Voievozi” (secolul al XVII-lea), biserica „Sfânta Treime” (1750; ambele din satul Rădeni) și Biserica de lemn „Sfântul Gheorghe” (1780) din satul Roșcani.